# Concertstuk voor viool en orkest (Bosmans)
Het Concertstuk voor viool en orkest is een compositie van Henriëtte Bosmans.
Ze schreef het in 1934 voor haar vriend/verloofde Francis Koene. Het werk duurt circa 20 minuten. Dagblad De Tijd meldden op 18 juli 1935, dat het Concertgebouworkest het als nieuw werk op de lessenaar zette. Ze werd daarbij in één adem genoemd met componisten die later veel bekender werden (Sergei Prokofjev, Paul Hindemith, Dmitri Sjostakovitsj, maar ook de relatief onbekend gebleven Leone Sinigaglia. Al snel kwam het bericht dat ook de Haarlemsche Orkestvereniging het zou gaan spelen met dezelfde solist, te weten Louis Zimmerman (Koenes leermeester). Geplande datum was daarbij 18 februari 1936 waarbij Marinus Adam een “Nederlandsche avond” zou leiden.
Op 31 oktober 1935 was het dan zo ver. Willem Mengelberg leidde het Concertgebouworkest, Bosmans werk werd als wereldpremière uitgevoerd in het programma:
- Johann Sebastian Bach: Jauchzet Gott in allen Landen (cantate BWV51)
- Henriëtte Bosmans: Concertstuk voor viool en orkest (solist: Louis Zimmermann)
- Gustav Mahler : Symfonie nr. 4 (na de pauze met Jo Vincent)

Daarbij werd aangekondigd dat het werk eigenlijk eerder haar première had moeten krijgen. Solist Francis Koene zou het spelen tijdens het "Nederlandsch Muziekfeest" mei 1935, maar hij overleed in februari van dat jaar. Het werk bleek bij beluistering toegeschreven op het (verwachte) spel van Koene en de liefdesverhouding tussen componist en uitvoerende. De Nederlander omschreef het als een gepassioneerd lyrisch werk, maar voor wat betreft kwaliteit iets minder dan haar eerder uitgevoerde werk. Desalniettemin werd de componiste na uitvoering op het podium geroepen. De Tijd constateerde een uitstapje uit het geijkte repertoire van Zimmermann. Op de recensenten maakte vooral de unisono opening en aan het slot grote indruk. Er werd gerept over melodielijnen in oosterse sfeer met een instrumentatie uit de koker van Maurice Ravel. Mengelberg, orkest en Zimmerman brachten het werk in een andere programmering vervolgens in Arnhem (Musis Sacrum, 4 november), Den Haag (Gebouw voor Kunsten en Wetenschappen, 9 november) en Rotterdam (Grote Doelezaal, 8 december). Tevens was het werk te horen via de Nederlandse Radio Unie. Ook de uitvoering in Haarlem onder leiding van Frits Schuurman was een succes. In datzelfde 1936 volgde een uitgave bij Broekmans & Van Poppel; De Telegraaf benoemde het met “geïnspireerde scheppingskracht”, maar zag toch wel minpunten. Het zou vrij vlak en troosteloos zijn maar met een wonderbaarlijk mooi Molto tranquillo. In Haarlem bleef het een voor herhaling vatbaar werk; in 1938 gebracht met dezelfde dirigent en orkest, solist was toen Hans Bijvanck. Schuurman bracht het werk naar Praag; hij leidde het "Radiojournmaal-orkest" met solist Willem Noske. Het zou ook gespeeld zijn in Los Angeles (Gastone Usigli, Los Angeles Philharmonic Orchestra met solist Leni Edersheim) en New York.
Het werk zou in de jaren daarna nog drie maal op de lessenaars verschijnen bij het Concertgebouw. Eduard van Beinum leidde het in 1940 en 1951; Albert van Raalte in 1945; Willem Noske was bij alle drie te uitvoeringen opnieuw solist. Daarbij moet aangetekend worden dat Bosmans en Van Beinum in de voorafgaande jaren een verhouding hadden. Wellicht had het werk meerdere uitvoeringen gehaald in die periode, maar de Duitse bezetter had bepaald dat werken van (half-)Joodse componisten niet gespeeld mochten worden. De uitvoering in 1951 was volgens muziekcriticus Matthijs Vermeulen bijzonder geslaagd: “zo volkomen gaaf en onberispelijk gerealiseerd in klank”. De componiste kon niet in de zaal aanwezig zijn; ze was (al) te ziek.
Op 3, 4 en 6 maart 2022 kwam het werk onverwachts terug op de lessenaar. De Finse dirigent Santtu-Matias Rouvali programmeerde het met een solist uit het orkest, concertmeester Vesko Eschkenazy. Ook dan staat het werk geprogrammeerd tussen twee zwaargewichten: de instrumentale versie van Finlandia van Jean Sibelius en Symfonie nr. 12 (1917) van Sjostakovitsj. Het programmaboekje vermeldde toen een werk met zowel Duitse als Franse invloeden (Claude Debussy, Ravel). Dat laatste invloed van leermeester Willem Pijper.
Opbouw:
- Maestoso, Allegro-adagio
- Finale: Allegro molto

Instrumentatie:
- solo viool
- 1 piccolo, 2 dwarsfluiten, 2 hobo’s, 2 klarinetten, basklarinet, 2 fagotten
- 4 hoorns, 2 trompettenm, 2 trombones
- pauken en slagwerk
- violen, altviolen, celli, contrabassen

Er is een opname beschikbaar Lucas Vis met het Radio Filharmonisch Orkest, solist Vera Beths; een opname uit de jaren tachtig.